# 笹倉秀夫
笹倉 秀夫（ささくら ひでお、1947年4月19日 - ）は、日本の法学者。専門は、法哲学・法思想史。大阪市立大学名誉教授、早稲田大学名誉教授。前早稲田大学法学学術院教授、前早稲田大学大学院法務研究科教授。元日本法哲学会理事長（1997年～2001年）、元民主主義科学者協会法律部会理事（1994年～2014年）。兵庫県多可郡日野村（現：兵庫県西脇市）出身。

## 略歴
《主な出典：》
- 1960年3月 - 西脇市立日野小学校卒業。
- 1963年3月 - 西脇市立西脇中学校卒業。
- 1966年3月 - 兵庫県立西脇高校卒業。
- 1970年3月 - 東京大学法学部卒業。
- 1972年
  - 3月 - 東京大学大学院法学政治学研究科修士課程修了。
  - 4月 - 東京大学法学部助手（～1975年3月）。
- 1975年4月 - 大阪市立大学法学部助教授（～1988年3月）。
- 1979年4月 - エアランゲン＝ニュルンベルク大学哲学部客員研究員（1981年3月まで2年間）。
- 1985年9月 - ケムブリッジ大学法学部客員研究員（1986年8月まで1年間）。
- 1988年4月 - 大阪市立大学法学部教授（～1997年3月）。
- 1990年9月 - スタンフォード大学ロースクール客員研究員（1991年8月まで1年間）。
- 1991年9月 - ハーバード大学哲学部客員研究員（1992年3月まで約半年間）。
- 1997年4月 - 早稲田大学法学部教授。
- 2003年
  - 4月 - チューリッヒ大学法学部客員研究員（2003年9月まで半年間）。
  - 10月 - オックスフォード大学ウルフソン・カレッジ（英語版）客員研究員（2004年3月まで半年間）。
- 2004年
  - 4月 - 早稲田大学大学院法務研究科教授（兼任、～2018年3月）。
  - 9月 - 早稲田大学法学学術院教授[注釈 1]。
- 2018年3月 - 早稲田大学法学学術院教授を退任[4]。

## 研究テーマ
- 国民主義の思想史的研究。
- 法の基本概念の史的変化と理論の考察。
- 法解釈の技法と思考にかんする比較法的考察。
- 丸山眞男研究。

など

## 著書・論文等
- 『近代ドイツの国家と法学』（東京大学出版会、1979年）
- 『丸山眞男論ノート』（みすず書房、1988年）
- 『法の歴史と思想』（放送大学教育振興会、1995年）
- 『法哲学講義』（東京大学出版会、2002年)
- 『丸山眞男の思想世界』（みすず書房、2003年）
- 『法思想史講義（上・下）』（東京大学出版会、2007年）
- 『法解釈講義』（東京大学出版会、2009年）
- 『政治の覚醒』（東京大学出版会、2012年）
- 『法学講義』（東京大学出版会、2014年）
- 『法への根源的視座』（北大路書房、2017年）
- 『思想への根源的視座』（北大路書房、2017年）

## 所属学会
- 日本法哲学会（元理事長、理事）
- 日独法学会（元理事）
- 民主主義科学者協会法律部会（元理事）